# Усов Володимир Володимирович
У́сов Володи́мир Володи́мирович (23 вересня 1983 року, м. Одеса, Одеська область, Українська РСР) — український IT-підприємець та винахідник. Голова Державного космічного агентства України (2020).

## Життєпис
Володимир Усов народився 23 вересня 1983 року.

### Освіта
У 2005 році закінчив економічний факультет Одеського національного морського університету, за спеціальністю «менеджмент організацій».

### Кар'єра
Почав кар'єру як експедитор транспортної компанії «Інтергейт» у 2002 році. З 2003 по 2006 рік працював директором транспортної компанії «ПНТ-груп». У травні 2006 року перейшов на посаду директора медіакомпанія «Хвиля», з 2010 по 2011 рік очолював медіахолдинг «Репортер».

## Стартапи

### Gutenbergz
У 2011 році перейшов до IT-сфери. Першим його стартапом стало електронне видавництво Gutenbergz, яке займається розробкою інтерактивних систем для iOS та Android. Стартап почав з розробки інтерактивних книжок. Першою такою книгою став детектив Конан Дойла «Пригоди Шерлока Холмса». Також стартап розробив інтерактивну книгу GADGETARIUM, яка простими словами пояснює роботу 23 «гаджетів» — від лампочки до Google Glass.

### Kwambio
Ідея наступного стартапу належала Володимиру Усову та його приятелю Дмитру Кривошею. Бізнес-партнери представили концепцію стартапу, пов'язаного із 3D-друком на конкурсі стартапів на IT-конференції IDCEE. Ідея здобула перемогу та отримала півмільйона доларів на реалізацію. Пізніше стартап отримав ще 650 000 $ від TechStars.
У 2014 році було розпочато діяльність стартапу Kwambio. На початку це була платформа для 3D-друку: дизайнери відправляли до Kwambio свої скетчі об'єктів та отримували готовий продукт. Пізніше Kwambio стає компанією-розробником українських високоточних 3D-принтерів для кераміки. Свою першу розробку вони презентували на CES-2018. Український 3D-принтер Ceramo One від Kwambio став найшвидшим та точним 3D-принтером для кераміки у світі. Засновники відкрили 3D-підприємство в Одесі з десятьма 3D-принтерами. Замовниками стали General Electric, Stanley, Coca Cola та Airbus. Також компанія співпрацювала з НАСА та TechStars. У 2019 році Kwambio випускає зменшену модель Ceramo One.
У 2019 році розробники працювали над проєктом ADAM для 3D-друку органічних кісток та вже запустили цифрову платформу для створення віртуального атласу тіла, з тим щоб у майбутньому у кожного була можливість надрукувати на 3D-принтері не лише кістки, а й цілі органи. У кінці 2019 року успішно пройдено фазу доклінічних досліджень в Україні.
Стартап має офіси в Одесі та Нью-Йорку. Kwambio входить у ТОП-4 найкращих ceramic 3D Printing компаній світу. (Клієнти: General Electric, Stanley, Applied Medical. Співпраця з НАСА, Techstars).

## Державне космічне агентство України
У січні 2020 року Володимир Усов очолив Державне космічне агентство України.
Головним завданням, Усова на посаді голови Державного космічного агентства України було перевести українську космічну галузь з радянської моделі на сучасну, інтегрувати її в глобальний космічний ринок за рахунок проведення корпоративної реформи підприємств та прийняття нової національної космічної програми.
Перебуваючи на посаді Володимир Усов робив спроби повернути в Україну супутник «Либідь»; провів інвентаризацію проєкту українського космічного ракетного комплексу «Циклон-4», до якого входять ракета-носій «Циклон-4» та наземний комплекс з підготовки й запуску ракет та корисного навантаження; намагався реструктурувати проєкт створення плавучого космодрому для запуску ракети «Зеніт-3SL» з екватора, «Морський старт»; пропонував корпоратизувати завод «Південмаш» і КБ «Південне»; пропонував розморозити проєкт будівництва українського космодрому в Бразилії; наголошував на тому, що Україна має стати ініціатором створення міжнародної освітньої космічної академії, для підготовки кадрів.
Усов виступав на користь ідеї створення системи державних супутників, космічного ракетного комплексу та приватних компаній, які мають допомагати створити український ринок космічних послуг та проводив перемовини з інвестиційними компаніями. Усов відзначав перспективність участі України в програмі зі створення навколомісячної станції Lunar Gateway.
За час перебування на посаді Усову вдалося:
- розробити концепцію розвитку галузі та проєкт Національної космічної програми;
- розробити концепцію корпоратизації державних підприємств, законопроєкт про трансформацію підприємств космічної галузі та аналіз корпоративного управління в системі ДКАУ;
- почати інвентаризацію інтелектуальної власності ДКАУ та запустити акселераційну програму для майбутніх космічних стартапів.

Проєкти ДКАУ, вперше в історії, увійшли до оновленого глобального сценарію дослідження поверхні Місяця від ISECG. Було підписано Меморандум з Moon Village Association, що надалі забезпечує участь у розробках проєктів щодо впровадження інфраструктури Місяця.
Україна долучилася до програми НАСА «Артеміда» з дослідження Місяця і Марса. Державне космічне агентство України підписало в рамках цієї програми домовленості щодо принципів співпраці в цивільному дослідженні й використанні космічного простору в мирних цілях.
У серпні 2020 року Володимир Усов став державним службовцем 3-го рангу.
У жовтні 2020 року Усова було обрано членом міжнародної академії астронавтики.

## Kurs Orbital
У 2021 році Володимир Усов став співзасновником стартапу Kurs Orbital, який займається обслуговуванням комерційних геостаціонарних супутників. На базі перевірених радянських технологій Kurs Orbital розробляє нову платформу орбітального обслуговування. Апарат буде займатися переміщенням на орбіту, зняттям з орбіти, дозаправленням, заміною компонентів та ремонтом. Запуск апарата планувався на 2023 рік[уточнити]. До 2025 року компанія планує створити чотири апарати обслуговування.

## Рейтинги
Володимир Усов включений до списків:
- 50 видатних українців (The Ukrainians)[7].
- Проєкт «Гордість України» (Канал 24)[21].
- Проєкт Legacy Ukraine поміж видатних інноваторів українського походження[39].

## Цікаві факти
Усов був спікером конференцій TEDx та Світового Економічного Форуму в Давосі (WEF) з питань інновацій та високих технологій.